# Saint-Beauzély
Saint-Beauzély é uma comuna francesa na região administrativa de Occitânia, no departamento de Aveyron. Estende-se por uma área de 30,69 km². Em 2010 a comuna tinha 620 habitantes (densidade: 20,2 hab./km²).